# Baru (cocodrilo)
Baru es un género extinto de un cocodrilo mekosuquino de Australia. Era semiacuático, con cerca de 4 metros de longitud. Siendo semiacuático su hábitat se encontraba alrededor de lagunas de agua dulce en bosques húmedos, acechando a sus presas, de manera similar a los cocodrilos actuales. La palabra Baru es de las lenguas aborígenes y significa "ancestro del cocodrilo".

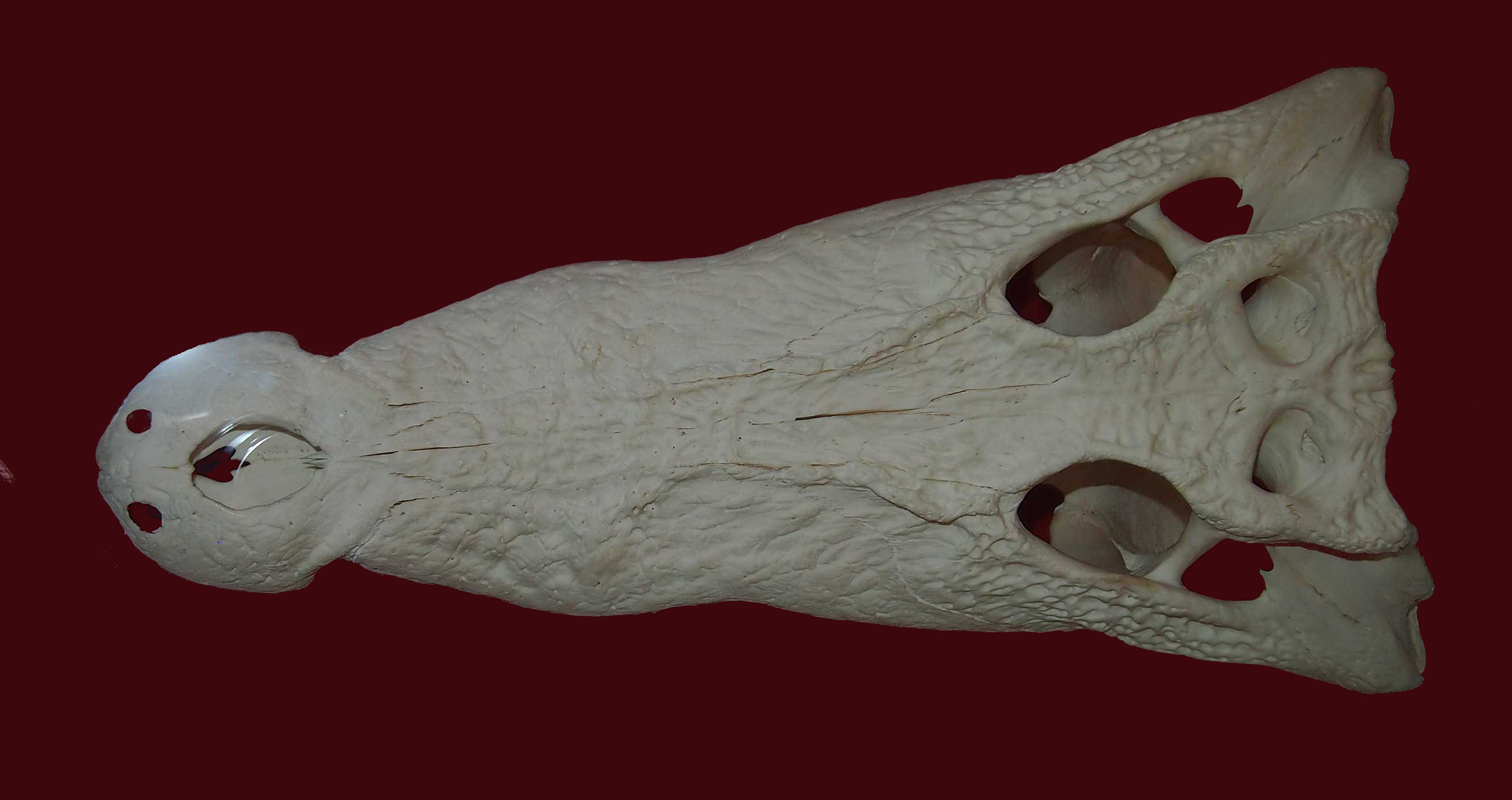
Cráneo de Baru darrowi.

Sus fósiles se han hallado en Australia en Riversleigh en el noroccidente de Queensland y en Alcoota Station en el Territorio del Norte.

## Especies
Actualmente se reconocen tres especies válidas dentro del género Baru. La especie tipo B. darrowi es conocida de mediados del Mioceno del Territorio del Norte y es la mayor alcanzando un tamaño de 4-5 metros de largo, mientras que las otras dos especies, B. huberi and B. wickeni son más antiguas, siendo encontradas en la Formación Etadunna que data de finales del Oligoceno, en Queensland.